# Мартина Франка
Мартина Франка (итал. Martina Franca) град је у јужној Италији. Мартина Франка је други по важности град у оквиру округа Таранто у оквиру италијанске покрајине Апулија.

## Природне одлике
Град Мартина Франка налази се у јужном делу Италије, на 30 км јужно од Таранта. Град је у брдском подручју, изнад којег се даље на западу издижу Јужни Апенини. Источно од града је равничарско тле.

## Становништво
Према резултатима пописа становништва 2011. у општини је живело 49.009 становника.
| 1931.  | 1936.  | 1951.  | 1961.  | 1971.  | 1981.  | 1991.  | 2001.  | 2011.  |
| ------ | ------ | ------ | ------ | ------ | ------ | ------ | ------ | ------ |
| 38.045 | 32.629 | 36.018 | 37.460 | 39.234 | 43.086 | 45.404 | 48.756 | 49.009 |

Мартина Франка данас има око 49.000 становника, махом Италијана. Последњих деценија број становника у граду расте.

## Галерија
- Црква св. Мартина
- Лук св. Антонија
- Палата Мартуци
- Градска алеја